# Liste der Lieder von Otto Reutter
Diese Liste enthält Lieder des Sängers Otto Reutter.

## Geschichte
Der populäre humoristische Sänger Otto Reutter verfasste über 1000 Lieder zwischen 1890 und 1931, zu denen er meist den Text und die Melodie schrieb und die er selber vortrug. Heute sind davon über 400 Texte bekannt.
Einige der Lieder erschienen auf Schallplatten, von einigen gibt es auch gedruckte Texte, teilweise mit Partituren.
Einige der Texte wirken auch heute noch aktuell, wie Wenn das Wörtchen wenn nicht wär, Phantasie ist jederzeit schöner als die Wirklichkeit und Was ich nicht weiß, macht mich nicht heiß, andere beschreiben die Nöte der Zeit, wie Mutter Erde. Ein besonderer Sprachwitz findet sich in Der Überzieher und Der Blusenkauf.

## Lieder
Die Lieder sind in alphabetischer Reihenfolge angegeben. Zu vielen gibt es eine Nummer nach den Schallplatten (Teich/Danner-Nr.), die auch eine zeitliche Einordnung ermöglichen. Es gibt digital zugängliche Texte zu vielen Liedern.
A
- ABC (Der alte Dorfschulmeister)
- Aber der Mann!
- Aber glücklich macht das nicht
- Aber keiner fängt an!
- Ach Leipzig, wie bist Du so fein!
- Ach Lene, du hast bemalte Beene
- Ach, machen Sie das noch einmal (kein digitaler Text)
- Ach Sus-chen, du lispelst ja so süß
- Ach wie fein, wird's in 100 Jahren sein
- Ach wie herrlich ist das Leben
- Ach, da kann man laufen lernen, wenn man auch nicht will!
- Ach, die Tiere hab’ns oft besser als die Menschen
- Ach, ist das schön!
- Ach, machen sie das noch einmal
- Ach, was sind wir doch für liebe Leute.
- Ach, wie sind die Zeiten schlecht
- Aennecken und Männecken
- Allerlei Liebeserklärungen
- Alles per Zufall – kein Mensch kann dafür
- Alles verstehen, heißt alles verzeih’n!
- Alles wegn de Leut, 1926
- Am Fenster
- Auf einmal geht’s Tickel-Tackel, und die Uhr ist im Gang
- Aus Dankbarkeit
- Aus England, Frankreich, Holland und Amerika
- Aus gewissen Gründen
- Aus!!
- Ausstellungs-Couplet
- Automobil-Couplet

B
- Beinah’!
- Berlin ist die herrlichste Stadt von der Welt!
- Berlin ist ja so groß
- Berlin, Berlin, trotz alle deine Fehler lieb ick dir mehr wie jede andere Stadt
- Berlin, Berlin, was kriegste für’n Gesichte!
- Bescheiden! Bescheiden!
- Bevor du sterbst
- Bis hierher und nicht weiter!
- Bloß ’n bißchen kleiner
- Buntes Allerlei

D
- Da geh ich ran! Da zieh ich los!
- Da ist der eine, wie der andre
- Da kann man sehen, wie die Frauen sind
- Da liegt was drin
- Da werden sich die Flundern wundern
- Damenwahl
- Dann hast du den verzeihenden, befreienden Humor
- Das beste ist, man nimmt sie alle beide!
- Das dank' ich dir, du schöne Rentenmark!
- Das dank' ich dir, mein lieber guter Feind
- Das dank' ich dir, mein teures Vaterland!
- Das deutsche Reich geht in der Welt voran!
- Das Ende des Balkankrieges
- Das find ich reizend von der Frau
- Das gefährliche Alter
- Das geht über meine Kraft!
- Das Geld regiert die Welt.
- Das Himmelreich
- Das Hirschfeldlied, 1908
- Das ist das höchste Wunder der Dressur!
- Das ist der Blitz, der alles rings erhellt
- Das ist der Leutnant
- Das ist der Max, der Regisseur
- Das ist der stille Compagnon
- Das ist die höchste Ironie
- Das ist doch ein Sparen am unrechten Fleck
- Das ist doch mal was anderes
- Das ist leicht – das ist schwer
- Das ist mir ganz egal
- Das ist nischt – das macht Laune
- Das ist so einfach und man denkt nicht dran, 1925
- Das liegt so nah und keiner denkt daran
- Das macht uns Freude
- Das sagt man so und denkt sich nichts dabei
- Das sind die Richtigen, die hab' ich gern!
- Das sind die Sorgen der Republik
- Das war ein guter Zug von Dir!
- Das wär noch was Neues fürs Varieté
- Denken Sie sieh bloß 'mal an!
- Denn jeder muss ja wissen, wo er reingehört

- Der abgerüstete Rekrut
- Der Ballettschwärmer
- Der Blusenkauf, Nr. 225
- Der erste Schnee
- Der fliegende Warenhändler
- Der Geburtstagsonkel
- Der Gedankenleser
- Der Geist ist willig aber das Fleisch ist schwach!
- Der General-Kunstmarschall
- Der gewissenhafte Maurer, 1920, später eine weitere Fassung
- Der Hirschfeld kommt!, 1908
- Der internationale Koch
- Der Interviewer
- Der kluge Hans
- Der kranke Michel
- Der Kriegsgewinnler (Herr Neureich), 1919
- Der Lorbeerkranz der Tiere
- Der Michel hat schon wieder mal geträumt
- Der Michel wird nicht klüger durch den Krieg!
- Der muss wohl aus Versehen da reingekommen sein
- Der neue Reichstag
- Der Ordenspender, zwei Fassungen
- Der Prophet
- Der Räuberhauptmann von Köpenick, Nr. 175 Text Audio
- Der Ruhrbergmann
- Der Spiritist
- Der Streit der Haustiere
- Der Sühneprinz
- Der tapfere Italiener
- Der Theaternarr
- Der Traumdeuter
- Der Überzieher, 1925
- Der Weihnachtsmann
- Der weiß nicht, dass Krieg war
- Der Worte sind genug gesprochen, Nun möcht' ich endlich Taten sehn!
- Der wunderschöne Leopold
- Der Zeitgeist
- Der Zufriedene
- Der Zukunfts-Reichstag
- Der Zukunftsstaat
- Des Bürgermeisters Töchterlein
- Die Amme
- Die Ballade von der Marmelade
- Die Bänkelsänger
- Die Damen geh’n voran
- Die Damenwelt
- Die echte deutsche Gründlichkeit
- Die Erinnerungs-Kassette.
- Die Friedenskonferenz.
- Die frühere Welt und die heutige Zeit
- Die fünf Vokale
- Die ganze Geschicht', die lohnt sich nicht.
- Die große Hitze vom Jahre 1911
- Die holde Weiblichkeit!
- Die kleine Handbewegung
- Die kleine Revue
- Die kleine Witwe
- Die Lawine
- Die Liebesgabenkistenbewegung
- Die Loreley
- Die Lösung der Finanz-Reform
- Die Menschen sind kuriose Leute
- Die neue Steuerschraube
- Die neuen Steuern
- Die Orientreise
- Die Sache hat nur einen Haken!
- Die Schleppe
- Die Schweinenoth
- Die spiel’n ja viel besser Theater wie wir!
- Die versunkene Glocke
- Die vier Patienten
- Die Weiber
- Draga und Alexander
- Drei Märchen
- Drum bin ich froh, dass ich ein Deutscher bin
- Du bist doch sonst nicht so
- Du musst lächeln, immer lächeln!

E
- Ei, wer tommt denn da
- Ein Brettlsang
- Ein kleines Stück Papier
- Ein Loblied auf die Frauen von heute
- Ein Sachse ist immer dabei, 1930
- Ein siegreicher Franzose
- Eine Stunde vor der Hochzeit
- Einmal im Jahr
- Er stand nach Tabak – sie stand nach Butter.
- Erinnerung aus der Ritterzeit
- Erlauschte Gespräche – ein Kleinstadtidyll
- Es dauert nicht mehr lange
- Es geht mir immer besser und besser
- Es geht vorwärts
- Es gibt nur ein einz'ges Berlin
- Es ist nichts Halbes – es ist nichts Ganzes
- Es ist was Eig’nes um die Liebe
- Es ist zwar nur wenig – es fällt aber auf
- Es läppert sich zusammen mit der Zeit
- Es rächt sich alles auf der Welt
- Es saßen sechs Männer beim perlenden Wein
- Es war einmal!

F
- Fängste denn schon wieder an?
- Ferdinand und Boris
- Frau Germania
- Frauen-Emancipation
- Frauenberufe
- Freu dich vorher
- Fritz und Theodor
- Fünf kleine Geschichten mit einer Moral
- Für Manchen ist’s ’ne Kleinigkeit

G
- Ganz still und heimlich
- Gegensätze
- Geh’n Sie bloß nicht nach Berlin
- Genau wie 1870
- Gerade wenn's am schönsten wird, muss man gewöhnlich fort.
- Gib Du mir Dein's, ich geb' Dir mein's!
- Gib du mir deine, ich gebe dir meine
- Gräme Dich nicht!
- Großmutters Friedensmärchen
- Großmutters Geschichten
- Gründ’n wir ’ne G. m. b. H.

H
- Ha, da muß ich lachen
- Hab’n Sie ne Ahnung von Berlin!
- Heimat
- Helene im Reformkleid
- Herr „Block“ aus dem Reichstage
- Herr Pol vom Norden
- Hühneraugen-Hymnus
- Humoristisches Gesetzbuch

I
- Ich bin ein Optimiste...
- Ich bin eine Witwe, 1898
- Ich hab' ein ruhiges Gewissen
- Ich hab' einen Kameraden!
- Ich hab's ja gleich gesagt
- Ich habe zuviel Angst vor meiner Frau.
- Ich möcht' erwachen beim Sonnenschein
- Ich sitz' vor meinem Häuschen
- Ich warte noch ’ne Weile
- Ick kann det Tempo nich vertragen
- Ick wunder’ mir über jar nischt mehr ..., 1917, danach mehrere Versionen
- Im Dirndl-Kostüm
- Im Himmelreich
- Im Laufe dieses Jahres
- Im lenkbaren Luftballon
- Immer korrekt!
- Immer raus, was nicht da rein gehört
- Immer rin, immer rin in die Landwirtschaft
- Immer weiter, immer weiter!
- In dem Moment
- In der Beziehung stehn wir gern zurück
- In der Einsamkeit
- In fünfzig Jahren ist alles vorbei, 1920
- Ist das nicht komisch?
- Ist ja einfach lächerlich

J
- Ja, 's ist nirgends schöner als wie auf der Welt!
- Ja, die Natur, die lässt sich nichts befehlen!
- Ja, es ist manches faul – im Staate Dänemark
- Ja, stimmen tut's, doch richtig ist das nicht!
- John Bull
- John Bull's Friedenswünsche

K
- Karussell
- Kientopp-Bilder
- Kinder, ist das Reimen schwer!
- Kinder, Kinder, sorgt für Kinder
- Kinder, Kinder, was sind heut' für Zeiten!
- Kinder, Kinder, wie soll das noch enden!
- Kinder, seid gemütlich
- Komm du man erst mal dahin, wo ich schon gewesen bin
- Komm' ich noch einmal auf die Welt
- Kuropatkin, General Rückwärts

L
- Lass dir bloß die Nase ändern!
- Lass Sie sausen!
- Laßt sie hungern
- Leb’ wohl mein Kind, ich muss jetzt gehen
- Leise, leise, leise!
- Lex Heinze
- Li-Hung-Tschang
- Li-Hung-Tschang in Kiautschau
- Lieschen möchte gerne freien
- Loblied auf "Unsere liebe Stadt"
- Lustige Antworten
- Lustiges Echo

M
- Man holt das Alte wieder raus
- Man kommt nicht dazu!
- Man muss die Menschen nicht zu sehr verwöhnen
- Man muß sich bloß erst dran gewöhnen
- Man soll den Tag nicht vor dem Abend loben
- Man sollt kaum glaub’n, dass sowas möglich wär!
- Man wird ja so bescheiden
- Martha
- Mehr kann man nicht verlangen
- Mein Erster im Osten – mein Zweiter im West – mein Dritter auf wogender See!
- Mein Lorbeerkranz
- Meine liebe Lene denkt an alles
- Mensch, komm’ bloß nicht auf die Welt!
- Mensch, mach’ ’ne Verjüngungskur!
- Mensch, was haste nun davon
- Michel und die Wehrvorlage
- Michel, sei Stolz
- Mir ham se als geheilt entlassen
- Mit Pauken und Trompeten!
- Mit dem Zippel-, mit dem Zappel-, mit dem Zeppelin!
- Mit der Uhr in der Hand
- Moderne Denkmäler
- Monats-Couplet
- Monna vanna
- Muß man denn ins Ausland reisen?
- Mutter Erde, Nr. 276
- n bißchen Arbeit muss der Mensch doch haben

N
- Na also!
- Na, nu tun Sie man nicht so
- Nach der Heimat möcht ich wieder!
- Nee sowas
- Nehm’n Sie ’n Alten!
- Neueste Nachrichten
- Neugeboren
- Nicht so laut!
- Noch schlimmer!
- Nu grade nich!
- Nun weißt du Bescheid
- Nur nicht heiraten!

O
- O Jugend, wie bist du so schön
- O quäle nie ein Thier zum Scherz.
- O, du liebes, deutsches Gretchen
- O, ihr Berliner – ihr seid ja viel zu jut!
- O, Karline
- O, welch’ ein seliges Wiederseh’n!
- Ob's wahr ist, weiß ich nicht – man sagt!
- Onkel Fritz aus Neuruppin

P
- Pfui Deiwel, ist das schön!
- Phantasie ist jederzeit schöner als die Wirklichkeit
- Populäre Melodien
- Postkarten mit Ansicht!
- Prinzessin und Zigeuner
- Professor Schenk
- Pst! – Was woll’n Sie denn? Ich bin ja still!

R
- Radiofunken
- Rätsel-Couplet
- Rosa!
- Rückblick auf die große Hitze vom Jahre 1911

S
- 's gibt keine Kinder mehr
- 's ist alles nur Komödie auf der Welt!
- 's ist doch schön, so bequem, ist ja riesig angenehm
- 's ist doch so!
- 's ist ein Geheimnis von Berlin.
- 's ist Krieg
- 's wird ja langweilig mit der Zeit
- Schilder-Couplet
- Schnadahüpferl
- Schnick-Schnack-Gstanzeln!
- Schorle-Morle
- Seh’n Sie, das sind lauter Helden, von denen keine Blätter melden, Nr. 318
- Seh’n Sie, so muß eine Frau sein
- Seh’n Sie, darum ist es schade, daß der Krieg zu Ende ist
- Sei gescheit!
- Sei modern!
- Sie komm’n mir so bekannt vor
- So ändern sich die Zeiten
- So erzählt uns die Geschichte
- So nimm denn hin den Segen
- So weit geht unsere Freundschaft nicht
- So wird die Tugend hier auf Erden schon belohnt
- Streik-Couplet
- Sultan Abdul Hamid

T
- Trink’n wir noch’n Tröppchen!

U
- und da sagt man: Die Tiere, die hab’n kein’n Verstand
- und dadurch gleicht sich alles wieder aus
- Und dann wird’s still!
- Und dann?
- und ein Band Gedichte
- Und jetzt?
- Und so komm’n wir aus der Freude gar nicht raus
- Unsere Eisenbahn
- Unsere Frauen in 100 Jahren
- Unsere Kriegsfrauen

V
- Väterliche Ermahnungen vor der Hochzeit des Sohnes
- Vergangenheit und Gegenwart
- Vergänglichkeit („Es war einmal“)
- Vivat hoch die neue Zeit!
- Volkslieder
- Vom Nordpol zurück!
- Von der Pariser Welt-Ausstellung zurück!
- Von St. Louis zurück!
- Vorm eisernen Hindenburg

W
- Warum nicht gleich so?
- Warum woll’n Sie denn schon gehn?
- Warum, warum, warum?
- Was die Tiere denken
- Was ich nicht weiß, macht mich nicht heiß
- Was soll der Junge werden?
- Was thut man nicht Alles fürs Kind
- Weil’s einfach ist
- Weiter hab‘ ich nicht’s geseh’n
- Wenn das Wörtchen "wenn" nicht wär
- Wenn du jung bist, wenn du alt bist
- Wenn ich das grosse Los gewinn'.
- Wenn man auch nicht will -- man muß!
- Wenn's heute heißt, der Krieg ist aus
- Wer lebt am längsten
- Wer lebt am längsten? (Die 6 feindlichen Zecher)
- Widewidewidbumbum
- Wie bei uns in Gardelegen
- Wie die kleinen Kinder
- Wie du mir, so ich dir!
- Wie kann man denn bloß so neugierig sein!
- Wie kommt das bloß?
- Wie reizend sind die Frauen
- Wie Sie kommen, werden sie genommen!
- Wiederkehr
- Will man denn? – Man muss!
- Willst du alt werden
- Willste reich werden?
- Wir fang’n nochmal von vorne an
- Wir hab’n ’s erlebt – und es war schön.
- Wir hab’n uns eingedeckt
- Wir lieb’n uns zu sehr
- Wir Männer hab’n’s viel besser als die Frau’n
- Wir werden’s noch erleben
- Wissen Sie das Neu’ste schon?
- Wissens' was mir der geantwort hat?
- Wo haste dein Wehwehchen?
- Wo war’n Sie denn so lange?

Z
- Zeitgemäße Antworten
- Zur gleichen Zeit
- Zwanzig Jahre später

## Gedruckte Texte
Texte von Liedern von Otto Reutter sind enthalten in
- Couplet-Schlager, Bände I–IV, 1912–1917
- 25 neue Reutter-Schlager, 1913
- Otto Reutters neuste Texte, 1920
- Alles wegen de Leut' , hrsg. von Helga Bemmann, 1969 mit Notenanhang
- Ick wundre mir über jarnischt mehr, von Helga Bemmann, 1977, mit Notenanhang
- Kinder, Kinder, was sind heut' für Zeiten, hrsg. von Helga Bemmann, 1991, mit Notenanhang
- Otto Reutter von Helga Bemmann, 1996, mit Liedertexten und Werkverzeichnis